# Shake That
Shake That – piosenka z albumu (kompilacji) z hitami Eminema Curtain Call: The Hits z 2005 roku. Był jednym z trzech nowych utworów znajdujących się na albumie, a także drugim i ostatnim wydanym, po "When I'm Gone."

## Lista utworów
1. Shake That (feat. Nate Dogg) - Producenci: Eminem i Luis Resto - 5:35

## Pozycje
| Listy (2006)                     | Najwyższa pozycja |
| -------------------------------- | ----------------- |
| Portuguese Singles Chart         | 25                |
| Romanian Singles Chart           | 37                |
| Swedish Singles Chart            | 25                |
| U.S. Billboard Hot 100           | 6                 |
| U.S. Billboard Hot Rap Tracks    | 11                |
| U.S. Billboard Rhythmic Top 40   | 8                 |
| U.S. Billboard Top 40 Mainstream | 13                |
| U.S. Billboard Pop 100           | 6                 |